# جامعة ساحل خليج فلوريدا
جامعة ساحل خليج فلوريدا (بالإنجليزية: Florida Gulf Coast University)‏ هي جامعة عامة في فورت مايرز، فلوريدا. تنتمي إلى نظام جامعة ولاية فلوريدا المكون من اثني عشر عضوًا باعتبارها ثاني أصغر عضو فيه. تأسست الجامعة في 3 مايو 1991م وهي معتمدة من قبل الرابطة الجنوبية للكليات والمدارس لمنح 58 نوعًا مختلفًا من شهادات البكالوريوس و25 شهادة ماجستير مختلفة وستة شهادات دكتوراه واثني عشر شهادة دراسات عليا. جميع شهادات الجامعة الجامعية معتمدة من قبل مجلس الاعتماد للهندسة والتكنولوجيا (ABET). 
تنقسم الكليات في الجامعة إلى ست كليات رئيسية هي: كلية الهندسة، كلية الأعمال، كلية الصحة والخدمات الإنسانية، كلية التربية، كلية الآداب والعلوم، وكلية الشرف. وتشمل المدارس والإدارات البارزة داخل الكليات، كلية باور للموسيقى والفنون، معهد التقنيات الناشئة، كلية التمريض، كلية إدارة المنتجعات والفنادق. 
الفرق الرياضية للكليات تسمى النسور، وتتنافس في مؤتمر أتلانتيك صن في رياضات رابطة الجامعات الرياضية القسم الأول.

## التاريخ

### المكتبة
يقع مجمع المكتبة في حرم الجامعة الرئيسي في فورت مايرز. في العام الدراسي 2016-2017م استوعب المرفق الرئيسي مليون زائر لأول مرة. تحتوي المكتبة على أكثر من 1.5 مليون عنصر في مجموعتها، والتي يمكن للطلاب أو أي مستفيد الوصول إليها باستخدام بطاقة المكتبة.  تشترك المكتبة أيضًا في أكثر من 400 قاعدة بيانات للسماح للطلاب والمستفيدين بالوصول إلى أكثر من 700 مليون مقالة بنص كامل. يحتوي الجناح الشرقي للمكتبة على معمل كمبيوتر يضم 115 مقعدًا.
في عام 2014م بدأ مشروع تحليل المجموعات حتى تتمكن مكتبة الجامعة من تحديد أجزاء المجموعة التي يستخدمها الطلاب وما يمكن إزالته من أجل إفساح المجال لمشاريع جديدة مختلفة داخل المكتبة.  بالإضافة إلى مجموعاتها المطبوعة والإلكترونية المختلفة، تضم المكتبة أيضًا العديد من القطع الفنية، بما في ذلك سبع نسخ مطبوعة من تأليف سلفادور دالي.  أقامت وحدة المحفوظات والمجموعات الخاصة في المكتبة العديد من المعارض منذ خريف عام 2013. يمكن الاطلاع على قائمة المعروضات السابقة على موقع المكتبة.  الموارد الأخرى الموجودة داخل مجمع المكتبة هي: 
- معرض ارتلاب
- مركز التحصيل الدراسي
- مركز لوكاس لتطوير الكلية
- فضاء قدامى المحاربين
- مركز الكتابة

## الحياة الطلابية

### حياة الإقامة

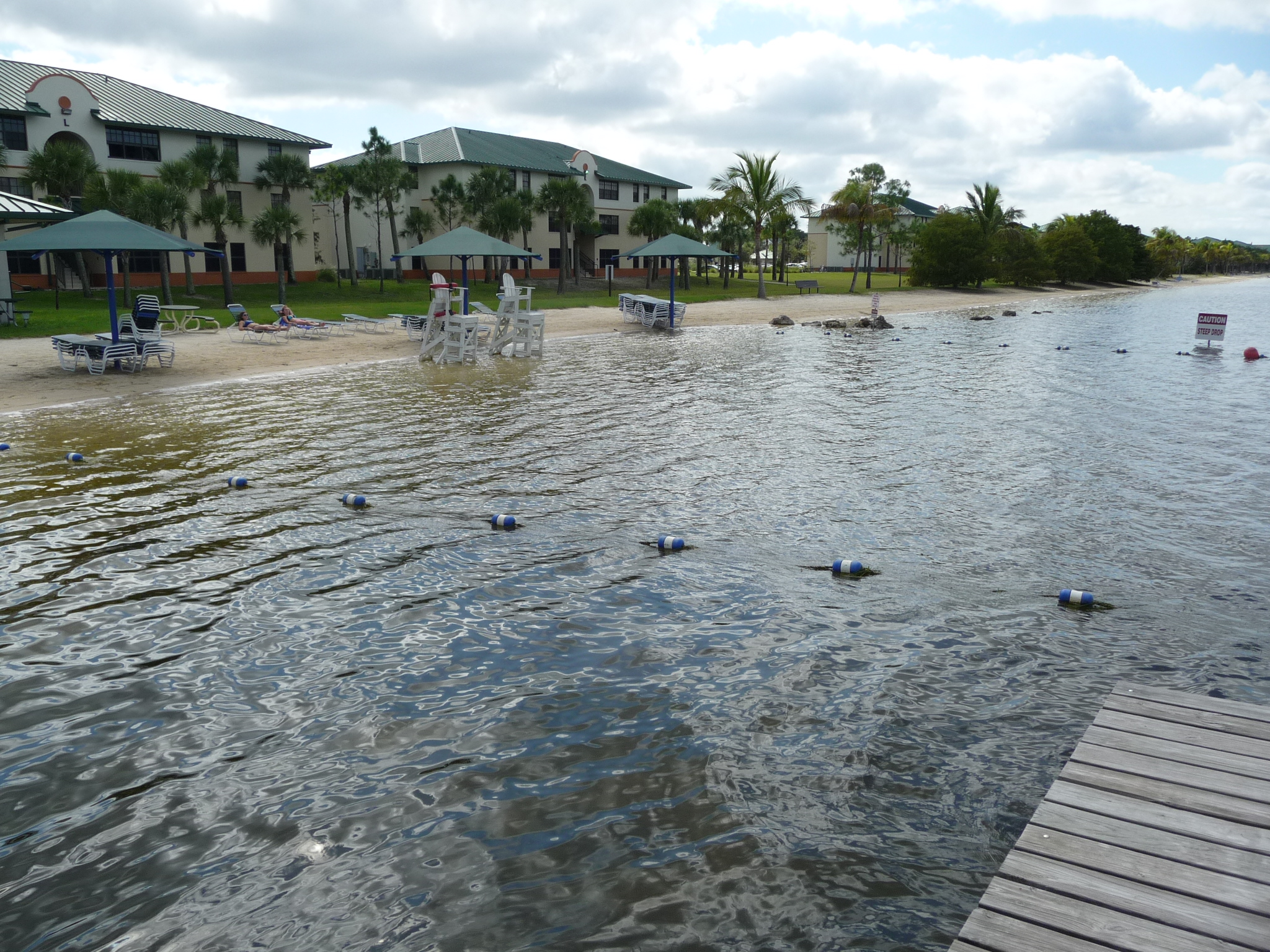
بحيرة كومو وسكن نورث ليك فيلاج

يتكون السكن داخل الحرم الجامعي من ثلاثة أقسام: قرية نورث ليك، قرية ساوث، قرية ويست ليك. تقع قرية شمال البحيرة على بحيرة تبلغ مساحتها 80 فدانًا، ويضم قاعات إقامة على طراز الشقق مع الترفيه على الواجهة البحرية. كانت قرية غرب البحيرة مملوكة سابقًا من قبل أمريكان كامبس كومونز، وكانت تُسمى سابقًا شقق نادي الكلية. تضم الجامعة 501 طالبًا، وقد اشترتها الجامعة بمبلغ 17 مليون دولار، وأصبحت الشقق رسميًا جزءًا من السكن الجامعي، ذلك في أكتوبر 2010م.  تتكون من قاعات إقامة على طراز الأجنحة مع خمسة مباني: تضم ما مجموعه أكثر من 1720 طالبًا في السنة الأولى.
في صيف عام 2013م افتتحت القرية الجنوبية حمام سباحة، وهو حمام سباحة على طراز المنتجع يضم «دخول الشاطئ» وملعب كرة الطائرة المدمج في حمام السباحة. عزز الجامعة مجمع قرية شمال البحيرة وذلك عام 2017م من خلال افتتاح ممر جديد لتناول الطعام على البحيرة. 
في المجموع يوجد سنويًا أكثر من 3200 طالب يعيشون في كل من نورث ليك فيلاج وصوفي. المبتدئون ليسوا مطالبين بالعيش في الحرم الجامعي، ومع ذلك عادة ما يتم ملء السكن داخل الحرم الجامعي إلى أن يمتلئ كل عام.
ترعى القاعات الفردية أنشطتها واجتماعاتها الاجتماعية، وتتوفر المناصب القيادية في رابطة القاطنين المقيمين.
يُطلق إيقل إكسبرس على كل وسيلة شائعة الاستخدام في الحرم الجامعي. تعمل خدمة النقل المكوكية هذه يوميًا، حيث تنقل الطلاب من قاعات إقامتهم إلى الفصول والأنشطة حول الحرم الجامعي.

## وصلات خارجية
- الموقع الرسمي
- فلوريدا ساحل خليج العاب القوى الموقع